# 侍者 (電視劇)
《侍者》（英語：The Acolyte）是一部2024年美國科幻網路迷你影集，由萊絲麗·海德蘭開創，盧卡斯影業製作，2024年6月4日於Disney+開播，共8集。

## 劇情
故事背景設定在至高共和國時代末期（約《星際大戰首部曲：威脅潛伏》的100年前），一個充滿「陰暗秘密與新興黑暗勢力」的世界。一名前絕地學徒與她的絕地大師重聚，調查一系列罪行，但他們面對的勢力比他們預想的更加險惡。

## 演員及角色
- 阿曼德拉·斯坦伯格
- 李政宰
- 曼尼·賈辛托
- 達芙妮·金
- 茱蒂·透納-史密斯（英语：Jodie Turner-Smith）
- 蕾貝卡·韓德森（英语：Rebecca Henderson (actress)）
- 查理·巴奈特（英语：Charlie Barnett (actor)）
- 迪恩-查爾斯·查普曼
- 凱莉-安·摩絲

## 製作
2021年12月，阿曼德拉·斯坦伯格正在洽談出演Disney+《星際大戰》影集《侍者》（The Acolyte）。2022年7月，斯坦伯格確認出演。2022年9月，茱蒂·透納-史密斯已進入最後洽談階段，而李政宰加盟飾演男主角，曼尼·賈辛托和查理·巴奈特出演未公佈的角色。2022年11月，達芙妮·金、茱蒂·透納-史密斯、蕾貝卡·韓德森、查理·巴奈特、迪恩-查爾斯·查普曼和凱莉-安·摩絲參演。

### 拍攝
主體拍攝於2022年10月30日在英國的辛菲爾德工作室（Shinfield Studios）開始進行，暫定名稱為「悖論」（Paradox）。

## 發行
《侍者》將於Disney+播出，共8集。

## 資料來源
1. 1 2  D'Alessandro, Anthony. . Deadline Hollywood. 2022-11-07  [2022-11-07]. （原始内容存档于2022-11-07）.
2. ↑  Otterson, Joe. . Variety. 2021-12-08  [2021-12-08]. （原始内容存档于2021-12-08）.
3. ↑  Vary, Adam B. . Variety. 2022-07-22  [2022-07-22]. （原始内容存档于2022-07-22）.
4. ↑  Andreeva, Nellie. . Deadline Hollywood. 2022-09-06  [2022-09-06]. （原始内容存档于2022-09-06）.
5. ↑  Kroll, Justin. . Deadline Hollywood. 2022-09-08  [2022-09-08]. （原始内容存档于2022-09-08）.
6. ↑  Otterson, Joe. . Variety. 2022-09-15  [2022-09-15]. （原始内容存档于2022-09-15）.
7. ↑  Kit, Borys. . The Hollywood Reporter. 2022-09-16  [2022-09-19]. （原始内容存档于2022-09-16）.
8. ↑  . Sci-Fi Gazette. 2022-11-03  [2022-11-04]. （原始内容存档于2022-11-04）.
9. ↑  Jirak, Jamie. . ComicBook.com. 2022-10-30  [2022-10-31]. （原始内容存档于2022-10-31）.
10. ↑  . Production Weekly. 2021-11-03  [2021-11-03]. （原始内容存档于2021-11-04）.
11. ↑  . StarWars.com. 2020-05-04  [2020-12-16]. （原始内容存档于2020-05-04）.
12. ↑  Fisher, Jacob. . DiscussingFilm. 2021-06-24  [2021-06-30]. （原始内容存档于2021-06-30）.

## 外部連結
- 在Disney+上觀看《侍者》
- 互联网电影数据库（IMDb）上《侍者》的资料（英文）
- Wookieepedia上的相关条目：《侍者》